# Schwarz-Weiß Bregenz (1919)

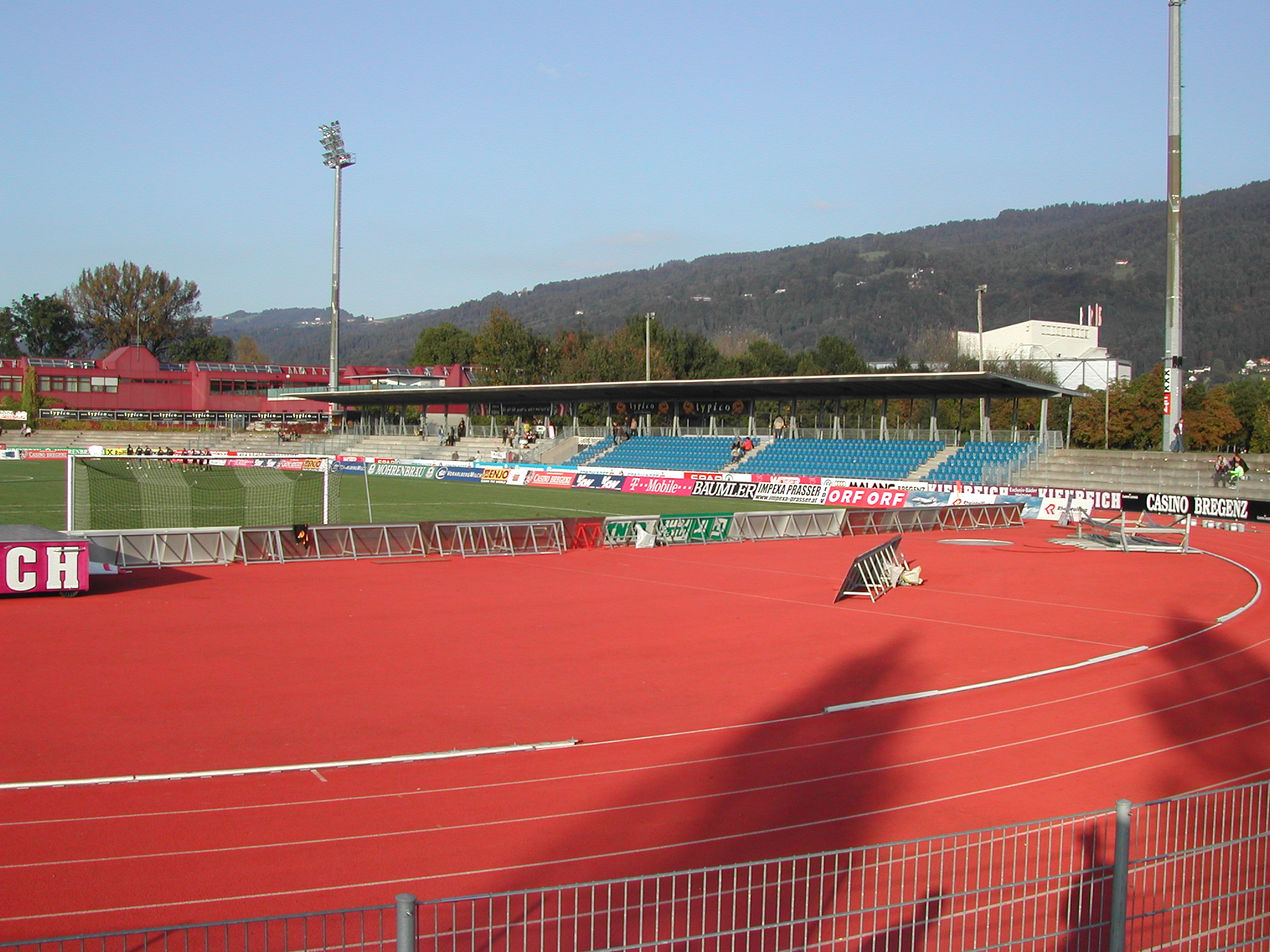
Casino Stadion Bregenz

Schwarz-Weiß Bregenz war ein österreichischer Fußballverein aus der Landeshauptstadt Bregenz in Vorarlberg. Er spielte zuletzt in der Saison 2004/05 in der österreichischen Fußball-Bundesliga. Der Verein meldete 2005 Konkurs an und wurde 2007 aufgelöst. Als Auffangbecken für die Jugendspieler wurde 2005 mit dem SC Bregenz ein Nachfolgeverein gegründet, der 2013 in Schwarz-Weiß Bregenz umbenannt wurde.

## Geschichte

### Gründung und erste Jahre
Am 28. Juni 1919 wurde der FC Bregenz mit den Vereinsfarben Schwarz-Weiß gegründet und war damit der viertälteste Fußballverein Vorarlbergs. Der Verein spielte in seiner jungen Geschichte vorwiegend Freundschaftsspiele gegen deutsche und schweizerische Vereine aus dem Bodenseeraum. 1927 traten die Bregenzer erstmals in der Vorarlberger A-Klasse, der damals höchsten Spielstufe Vorarlbergs an und erreichten den zweiten Platz. Bereits im Jahr 1928 wurde der FC Bregenz Vorarlberger Meister vor dem FA Turnerbund Lustenau (heute SC Austria Lustenau) und FC Lustenau 07. 1930 erreichte der FC Bregenz nur den vierten Rang und musste aus der A-Klasse absteigen. 1933 waren die Bregenzer wieder erstklassig und konnten sich bis zum Umbruch 1938 in der Vorarlberger A-Klasse halten. Nach dem Anschluss Österreichs wurde die Vorarlberger A-Klasse von der Bezirksklasse Bodensee-Vorarlberg abgelöst. Die besten Vorarlberger Vereine (darunter FC Bregenz) spielten nunmehr mit Klubs wie dem VfB Friedrichshafen, VfL Lindau, SV Weingarten, FC Lindenberg, und weiteren Vereinen aus Meckenbeuren, Langenargen, Ravensburg aus dem Altreich in einer Liga. Die Saison 1941/42 wurde aufgrund des Zweiten Weltkrieges abgebrochen. Sämtliche Vereine mussten den Spielbetrieb einstellen.

### Nach dem Zweiten Weltkrieg
Nach Kriegsende folgte die Reaktivierung des FC Bregenz. Der Verein musste jedoch auf Intervention der französischen Besatzungsmacht einen neuen Namen wählen. So erfolgte 1945 die Umbenennung in Schwarz-Weiß Bregenz. Aus diesem Jahr stammt auch das Vereinsemblem, das vom Bregenzer Ehrenmitglied Hans Kolb entworfen wurde. Bereits 1946 spielte Schwarz-Weiß Bregenz in der nunmehr 1. Klasse Vorarlberg genannten höchsten Liga im „Ländle“, in der bis 1950 eine Vorarlbergligameisterschaft ausgetragen wurde. Im elben Jahr wurde die Arlbergliga von den Fußball-Landesverbänden Vorarlberg und Tirol gegründet. Nach einigen Meistertiteln stieg Bregenz als erster Vorarlberger Verein 1954 in die höchste Spielklasse, die Staatsliga, auf. Doch nach nur einer Saison folgte bereits der Abstieg zurück in die Arlbergliga. 1960 wurde die Regionalliga West gegründet. Dort spielte SW Bregenz jahrelang. In der Saison 1970/71 trat der Verein unter dem Sponsornamen SC Olymp Bregenz an. 1973/74 hieß der Verein nach einer Fusion mit dem Erstligaaufsteiger FC Rätia Bludenz kurzfristig FC Vorarlberg. 1974/75 lautete der offizielle Name nach dem neuen Sponsor SC Vorwerk Vorarlberg (Bregenz). Nach Auflösung der Fusion mit Bludenz kam es von 1979 bis 1987 zu einer neuerlichen Fusion mit dem FC Dornbirn 1913. Der Fusionsverein trat während dieser Zeit als IG Bregenz/Dornbirn in Erscheinung. Nach dem Einstieg der Casinos Austria als Hauptsponsor traten die Bregenzer als Casino SW Bregenz an.

### Zeit in der Bundesliga und Konkurs
Zwischen 1999 und der Saison 2004/05 spielte der Verein in der österreichischen Bundesliga. In den Saisonen 2002/2003 und 2004/2005 spielte die Mannschaft außerdem international im UI Cup. Gegner war unter anderem der FC Torino, gegen den der Verein nach einer 1:0-Auswärtsniederlage im Stadio delle Alpi und einem 1:1 im Heimspiel ausschied. Danach geriet der Klub in immer stärkere finanzielle Probleme. Nach der eher durchwachsenen Saison 2004/05 folgte der Abstieg in die zweitklassige Erste Liga. Dem Verein wurde aufgrund finanzieller Probleme die Lizenz für das folgende Spieljahr verweigert. Nachdem auch der Kampf vor dem ständigen neutralen Schiedsgericht bzw. dem Senat 5 der österreichischen Bundesliga verloren ging, meldete SW Bregenz Konkurs an und wurde demzufolge aufgelöst.

## Größte sportliche Erfolge
- 13 × Vorarlberger Landesmeister: 1928 als FC Bregenz, 1947, 1950, 1951, 1952, 1953, 1954, 1956, 1957, 1964, 1966, 1970 als SW
- 5 × Vorarlberger Landescupsieger: 1928 als FC Bregenz, 1950, 1992 als SW
- 9 × Meister der Zweiten Spielstufe: 1951, 1952, 1954, 1956, 1957 (Arlbergliga), 1966, 1970, 1972 (Regionalliga West), 1999 (Erste Division)
- 1 × Meister der Dritten Spielstufe: 1996 (Regionalliga West)
- 3 × Vorarlberger Landescupfinalist: 1937 als FC Bregenz, 1946, 1953 als SW
- 3 × Vorarlberger Landescupsieger der Damen: 2005

Nach dem Aufstieg in die österreichische Bundesliga im Jahr 1999 verblieb Schwarz-Weiß Bregenz als die bis dahin einzige Vorarlberger Mannschaft für sechs Jahre durchgehend in der höchsten österreichischen Spielklasse. Der 5. Platz in der Saison 2003/2004 stellt den bis dahin größten sportlichen Erfolg des Klubs und des Vorarlberger Fußballs dar.

## Europapokalbilanz
| Saison  | Wettbewerb         | Runde        | Gegner                  | Gesamt | Hin       | Rück    |
| ------- | ------------------ | ------------ | ----------------------- | ------ | --------- | ------- |
| 1973/74 | Mitropapokal       | Gruppenphase | Lanerossi Vicenza       | 1:3    | 0:0 (H)   | 1:3 (A) |
| 1973/74 | Mitropapokal       | Gruppenphase | Tatabányai Bányász      | 2:6    | 2:5 (A)   | 0:1 (H) |
| 2002    | UEFA Intertoto Cup | 1. Runde     | Enosis Neon Paralimni   | 5:1    | 2:0 (A)   | 3:1 (H) |
| 2002    | UEFA Intertoto Cup | 2. Runde     | Torino Calcio           | 1:2    | 0:1 (A)   | 1:1 (H) |
| 2004    | UEFA Intertoto Cup | 1. Runde     | Xəzər Universiteti Baki | 1:5    | 0:3 1 (H) | 1:2 (A) |

Gesamtbilanz: 10 Spiele, 2 Siege, 2 Unentschieden, 6 Niederlagen, 10:17 Tore (Tordifferenz −7)

## Bekannte Spieler
| Österreichische Nationalspieler - Adolf Antrich - Herbert Gager - Gernot Fraydl - Thomas Hickersberger - Thomas Höller - Günter Kaltenbrunner - Jürgen Kauz - Johann Kogler - Daniel Madlener - Helmut Metzler - Bruno Pezzey - Patrick Pircher - Friedrich Rafreider - Klaus Rohseano - Gernot Sick - Karl Skerlan - Hannes Winklbauer |  | Legionäre Norwegen - Bjørn Otto Bragstad - Jan Ove Pedersen Belgien - Axel Lawarée - Gunther Schepens Niederlande - Erik Regtop - Hans van de Haar DR Kongo - Olivier Nzuzi Dänemark - Thomas Ambrosius |  | Slowakei - Petr Hlinka Ungarn - László Klausz Deutschland - Rudolf Brunnenmeier - Mirko Dickhaut - Holger Gaißmayer - Herbert Gronen - Lars Unger Tschechien - Jiří Rosický |

## Frauenfußball
Die Frauenmannschaft von Schwarz-Weiß Bregenz wurde Ende der 1990er Jahre gegründet und stieg 1997 in die Regionalliga West auf, 2000 schafften die Bregenzerinnen den Aufstieg in die Frauen-Bundesliga, ein Jahr später stiegen sie in die Regionalliga West auf. Nach dem Konkurs 2005 von Schwarz-Weiß Bregenz, der 1919 gegründet wurde, übernahm der SC Bregenz die Frauenmannschaft.